# Franz Steiner (Theaterleiter)
Franz Steiner (* 20. November 1855 in Temeswar, Kaisertum Österreich; † 22. Februar 1920 in Berlin) war ein österreichischer Theaterleiter.

## Leben
Franz Steiner wurde als Sohn des Schauspielers und Theaterdirektors Maximilian Steiner am 20. November 1855 in Temeswar geboren. Ab 1862 lebte Franz Steiner in Wien und absolvierte hier seine Schulzeit. Trotz einer guten Musikausbildung trat er 1876 zunächst in den Dienst der Kaiser Ferdinands-Nordbahn, wo er zuletzt die Stellung eines Offizials innehatte.
Ab Jänner 1880 leitete er gemeinsam mit seinem Bruder Gabor die Geschäfte des Theaters an der Wien für seinen schwer erkrankten Vater. Nach dessen Tod im Mai desselben Jahres übernahm er den Pachtvertrag für das Theater. Seine erste große Arbeit war die Uraufführung der Operette Das Spitzentuch der Königin von Johann Strauss. Die Direktion behielt er auch noch, als das Haus an Franz von Jauner verkauft wurde. Doch die hohen Schulden, die er zu großen Teilen auch von seinem Vater übernommen hatte, ließen Steiner 1884 zurücktreten. In künstlerischer Hinsicht war seine Direktion jedoch erfolgreich. In ihr erlebten eine Reihe bedeutender Bühnenwerke, z. B. von Johann Strauss (Sohn) (außerdem noch 1881 Der lustige Krieg) und Carl Millöcker (u. a. Der Bettelstudent und Apajune, der Wassermann), ihre Uraufführung. Wie schon sein Vater setzte auch Franz Steiner auf üppige Ausstattungen der aufgeführten Werke.
Mit einem Teil der Abfindungssumme, die er von Jauner erhalten hatte, übernahm Steiner 1884 für ein Jahr das Residenztheater Dresden. 1885 pachtete er das Walhalla-Operetten-Theater in Berlin, das er bis 1887 leitete.
Mit der zweiten Frau von Johann Strauss, Angelika, ging er 1881/82 eine Liaison ein. In deren Folge verließ Angelika ihren Ehegatten 1882 und zog zu Steiner. Noch im gleichen Jahr wurde sie von Strauss „von Tisch und Bett“ geschieden. Angelika begleitete Steiner nach Dresden und Berlin.
Im Sommer 1887 trat Steiner die Direktion des Wiener Carltheaters an, wo sein Bruder Gabor bereits seit 1885 als Regisseur und künstlerischer Leiter tätig war. Auch diese Direktionszeit dauerte nur knapp zwei Jahre, in denen je eine Uraufführung von Franz von Suppè und von Carl Michael Ziehrer stattfanden. Nach einem kurzen Gastspiel in Frankreich gab Steiner seine Theaterkonzession zurück.
1891 wurde er stellvertretender Direktor am Thalia-Theater in New York. Von 1902 bis 1909 leitete er das Varieté „Wintergarten“ in Berlin. Ab 1909 stand Steiner bis zu seinem Tod 1920 an der Spitze einer Berliner Theateragentur.